# Nanette Scriba
Nanette Scriba, geboren im 20. Jahrhundert in Mainz, ist eine deutsche Musikerin, Chansonsängerin, Komponistin, Texterin sowie Malerin. Sie lebt in Wiesbaden und einen Teil des Jahres auf den Kapverden.

## Künstlerischer Werdegang
Nanette Scriba wurde als Tochter des Kantors und Organisten der Mainzer Johanniskirche Hanswolf Scriba und seiner Frau, der Malerin Eleonore Scriba, geboren. Bereits während ihrer Schulzeit am Rabanus-Maurus-Gymnasium begann sie, Gitarre und Geige zu spielen und französische Chansons, die sie bei Frankreichaufenthalten erstmals gehört hatte, vorzutragen. 1981 veröffentlichte sie ihr Debütalbum Französische Chansons.
In der Folge begann sie verstärkt, deutschsprachige Texte zu verfassen und eigene musikalische Ausdrucksformen zu finden. Scriba spielte in zahlreichen Live- und TV-Konzerten im deutschen, französischen, polnischen und chinesischen Raum. Seither veröffentlichte sie auf ihren Alben nahezu ausnahmslos eigene Songtexte und Kompositionen. Sie absolvierte ein Studium der Kunsterziehung und Kunstgeschichte an der Johannes Gutenberg-Universität Mainz sowie einen Kontaktstudiengang „Popularmusik“ an der Musikhochschule Hamburg. In den Jahren danach arbeitete sie hauptberuflich als Sängerin, Chansonschreiberin und Komponistin, unter anderem mit Manfred Maurenbrecher, Dirk Raufeisen, Richard Wester oder Heinz-Dieter Sauerborn. 1993 und 1997 trat sie bei den Songs an einem Sommerabend auf. Größere Bekanntheit erlangte eine von Scriba dargebotene und ins Deutsche übersetzte Version der Klaus-Nomi-Interpretation von Henry Purcells Arie "Oh What Power Art Thou (Cold Song)" aus der Oper King Arthur, die als Soundtrack in der New York Fashion Week 2014 zum Einsatz kam und in der Abschieds-Tatortfolge von Eva Mattes vom 4. Dezember 2016 eingespielt wurde.
Nach einem Aufenthalt auf den Kapverden im Jahr 2006 widmet Scriba sich wieder verstärkt der Malerei und präsentiert ihre Werke in unterschiedlichen Galerien und zahlreichen Ausstellungen. Ihre Arbeiten erstellt sie vorzugsweise mit Acrylfarbe auf Leinwand sowie als Aquarelle auf Büttenpapier. Inspiration und Motive findet sie in ihrem städtischen Umfeld in Mainz, Wiesbaden und Frankfurt am Main wie auf den Kapverden, zu denen sie regelmäßig für längere Aufenthalte zurückkehrt. Über jene Werke wurde ein Katalog veröffentlicht mit dem Titel Unterwegs ins Licht.

## Diskografie
- Französische Chansons (1981, MKW records)
- Lyrikvertonungen (1984, MKW records)
- Ich bin dran (1989, MKW rekords)
- Im Vorübergehn (1992, Sony Music)
- Die Chansons (1995, MKW records)
- An und für Dich (1996, The Project)
- Zart im Nehmen (1999, Diraton)
- Mit brennender Geduld (2001, Diraton)
- Hier und himmlisch (2004, Diraton)
- Unterwegs im Licht (Single-CD 2007, Diraton)[9]